# Дорогиничи
Дороги́ничи (укр. Дорогиничі) — село в Локачинской поселковой общине Владимирского района Волынской области Украины.
До 2020 года входило в Локачинский район.
Код КОАТУУ — 0722481801. Население по переписи 2001 года составляет 620 человек. Почтовый индекс — 45530. Телефонный код — 3374. Занимает площадь 2,500 км².